# Meta Kušar
Meta Kušar, née le 10 mai 1952, est une poétesse et essayiste slovène.

## Biographie
Meta Kušar est née en 1952 à Ljubljana, alors en République fédérative socialiste de Yougoslavie. Elle a étudié la langue et la littérature slovènes à l'Université de Ljubljana. Elle collabore à des programmes de la Radio nationale slovène et de Radio Trieste sur des sujets culturels et historiques depuis les années 1980. Surtout connue pour sa poésie, elle publie régulièrement dans des revues littéraires, puis en recueils et en anthologies depuis le début des années 1990.
Meta Kušar crée elle-même d'après ses textes poétiques un spectacle musical : Le Trône de la poésie. Sa mise en scène aura un écho international, puisqu'elle sera reprise en 1991 à Washington, à Londres en l'an 2000 et en 2006 à Lugano.  Elle écrit également des scénarios et se tourne vers la réalisation pour son film Our Jurij Sovček.
En 2012, la poétesse reçoit le prix Rožanc pour son recueil d'essais Kaj je poetično ali ura ilegale (« Ce qui est poétique, ou L'Heure clandestine »). Puis son recueil Vrt (« Jardin ») remporte en 2015 le prix Veronika pour la poésie, l'une des plus importantes récompenses littéraires slovènes nommée d'après Veronika Deseniška, pour son « collage d'intuition lyrique, d'images oniriques et de réflexions sur l'âme ».

## Ouvrages publiés
- Madeira (Madère), poésie (1993)
- Svila in Lan (Soie et Lin), poésie (1997)
- Ljubljana, poésie (2004)
- Kaj je poetično ali ura ilegale (Ce qui est poétique, ou L'Heure clandestine), essais (2011)
- Jaspis (Jaspe), poésie (2008)
- Intervju (Entretien), entretien (2009)
- Vrt (Jardin), poésie (2014)
- Azur/Himmelblau (Azur / Bleu ciel), poésie (2015)
- Zmaj, poésie (2021)

## Éditions françaises

### Anthologies
- Les Poètes de la Méditerranée, éd. plurilingue d'Eglal Errera, préface d'Yves Bonnefoy, coll. « Poésie/Gallimard », Gallimard/Culturesfrance, no 464, Paris, 2010, 960 pages  (ISBN 9782070435975).
- Le fleuve les regarde dans les yeux / Reka jim gleda v oči : sept poèmes slovènes contemporains, recueil de poèmes d'Ivo Svetina, Meta Kušar, Boris A. Novak, Tone Škrjanec, Brane Mozetič, Ivan Dobnik et Barbara Pogačnik, dir. Mateja Bizjak Petit, Centre de création pour l'enfance, Tinqueux, 2011[8],[9].